# 막심 마르친케비치
막심 세르게예비치 마르친케비치(러시아어: Макси́м Серге́евич Марцинке́вич, 1984년 5월 8일 ~ 2020년 9월 16일)는 러시아의 신나치주의자, 국가사회주의자, 브이로거로, '작은 칼'이라는 뜻의 테사크(러시아어: Теса́к)라는 별명으로도 통한다.
러시아 내 동성애자와 비백인 인종을 폭행하는 내용의 영상을 찍어 개인 브이로그와 유튜브에 업로드함으로써 유명해졌다. 대한민국에도 그의 폭행 영상과 사진 자료가 일베저장소와 디시인사이드를 중심으로 올라오며 일부의 추종자들을 형성했다. 이러한 활동들로 몇 번이나 구속되었던 적이 있으며 2017년 소수민족 폭행 건으로 결국 11년형을 구형받고 복역 중에 자살했다.